# Кизрека
Кизрека — река в России, протекает на севере Карелии, на границе Калевальского и Лоухского районов.
Исток — озеро Оулулампи. Высота истока — 200,4 м над уровнем моря. Протекает через озёра Ладваярви, Кайсляярви, Вирталампи и Майноярви. Впадает в Топозеро на высоте 109,5 м над уровнем моря. Длина реки — 39 км, площадь водосборного бассейна — 373 км².
В 10 км западнее истока реки проходит автодорога местного значения 86К-16 («Тунгозеро — Калевала»).

## Притоки
(от устья к истоку)
- Янгайоки (правый, из озера Янгаярви)
- В 2,3 км от устья, по левому берегу реки впадает река Семенга (с озёрами Нижнее Хаппаярви, Верхнее Хаппаярви и Нижнее Куркиярви).
- В 4,9 км от устья, по левому берегу реки впадает река Айройоки.
- В 23 км от устья, по левому берегу реки впадает река Никкооя.
- В 25 км от устья, по правому берегу реки впадает река Улма (протекает через озеро Хутариярви).

## Данные водного реестра
По данным государственного водного реестра России относится к Баренцево-Беломорскому бассейновому округу, водохозяйственный участок реки — Ковда от истока до Кумского гидроузла, включая озёра Пяозеро, Топозеро. Речной бассейн реки — бассейны рек Кольского полуострова и Карелии, впадает в Белое море.
Код объекта в государственном водном реестре — 02020000412102000000239.